# Nacoleia pervulgalis
Nacoleia pervulgalis là một loài bướm đêm trong họ Crambidae.